# シコデリコ・ジュニア
シコデリコ・ジュニア（Sicodélico, Jr.）のリングネームで知られるアーロン・ロドリゲス（Aaron R. Rodríguez、1976年6月13日 - ）は、アメリカ合衆国・カリフォルニア州ロサンゼルス出身のプロレスラー。
父はエル・シコデリコ、兄はイホ・デル・シコデリコ。伯父はミル・マスカラス、ドス・カラス。従兄弟のドス・カラス・ジュニア、エル・イホ・デ・ドス・カラスもプロレスラー。

## 来歴
叔父のドス・カラスの指導を受け、1998年1月にメヒコ州ネサワルコヨトルアレナ・サンフラン・パンティトランでデビュー。メキシコのインディー団体を経て1998年中ごろからAAAを拠点とし、ペロ・アグアヨ・ジュニアらが率いるロス・ジュニア・アトミコスのメンバーとなって活躍した。
2001年にCMLLと契約し入団。同年8月にベテランレスラーと若手レスラーがタッグを組んで争うトーナメントであるトルネオ・グラン・アルタナティバにオリンピコと組んで出場し、優勝を飾った。しかし、その後大した活躍をすることができず、2003年に退団。2004年1月4日にはハッスルに参戦し、マスカラス一族の一員として来日。ドス・カラス、ミル・マスカラスとタッグを組んでトム・ハワード & ダスティ・ローデス & スティーブ・コリノ組から勝利を飾った。2006年よりIWRG（International Wrestling Revolution Group）に参戦するが、渡米することを決意。同年、アメリカに渡りRCW（River City Wrestling）を経てNWAの加盟団体やChikara、TNAに参戦。
2007年6月、NWA加盟団体のトップレスラーと各国のフリーランサーで活躍しているレスラーたちが集結し、NWA世界ヘビー級王座を争うトーナメントであるReclaiming the Gloryに参戦。一回戦のラフネック・ライアンに勝利するが、続く準々決勝のクラウディオ・カスタニョーリに敗れた。同年7月8日、TNAにてインコグニートとタッグを組み、ジョーイ・ライアン & カール・アンダーソン組、ビリー・キッドマン & ショーン・ウォルトマン組とNWA世界タッグ王座をかけてトリプルスレットマッチで対戦するも奪取に失敗した。 
2009年4月、WWEとディベロップメント契約し、入団。傘下団体であるFCWにてトレーニングを積み、リングネームをエスピラル（Espiral）に変更。アルベルト・バンデラスとタッグを組んで出場していたが11月にリリースとなった。
WWE解雇後は再びアメリカのインディー団体を中心に活動。同年2月にはNWA世界ヘビー級王者のブルー・デーモン・ジュニアと王座を巡り抗争するが、奪取するに至らなかった。
2012年9月、ZERO1の天下一ジュニアに参戦するが2回戦で脱落となった。
2013年4月、WWL（World Wrestling League）にて行われたZERO1メキシコ王座を懸けたフェイタル4wayマッチに出場し、アクセル、エル・イホ・デル・レイ・ミステリオ、オクタゴン・ジュニアと対戦して勝利し、王座を戴冠。
2014年3月、WWLにてエル・イホ・デ・ドス・カラスとタッグを組んでWWL世界タッグ王座を保持するロス・マミートス（ミスターE & セクシーB）と対戦するが王座を奪取するに至らなかった。

## 得意技
- プランチャ・スイシーダ

フィニッシャー
- 360°スプラッシュ
- 延髄斬り
- スーパーキック

## 獲得タイトル
CMLL
- トルネオ・グラン・アルタナティバ ： 2001年度優勝

w / オリンピコ
ZERO1
- ZERO1メキシコ王座 : 1回

IPW
- IPW世界ヘビー級王座：1回

RCW
- RCWサイバー王座：2回

SWC
- SWC世界ウェルター級王座：1回